# Калиновка (Біжбуляцький район)
Кали́новка (рос. Калиновка, башк. Калиновка) — присілок у складі Біжбуляцького району Башкортостану, Росія. Входить до складу Біжбуляцької сільської ради.
Населення — 109 осіб (2010; 151 в 2002).
Національний склад:
- чуваші — 74 %